# Homosexualität in Thailand

Geografische Lage von Thailand

International ist Thailand für seine Toleranz gegenüber Homosexualität und Cross-Dressing bekannt. Seit 2025 können Homosexuelle in dem Land heiraten. Dennoch berichten viele Homosexuelle von Diskriminierung in dem größtenteils konservativ-buddhistisch geprägten Land.

## Legalität

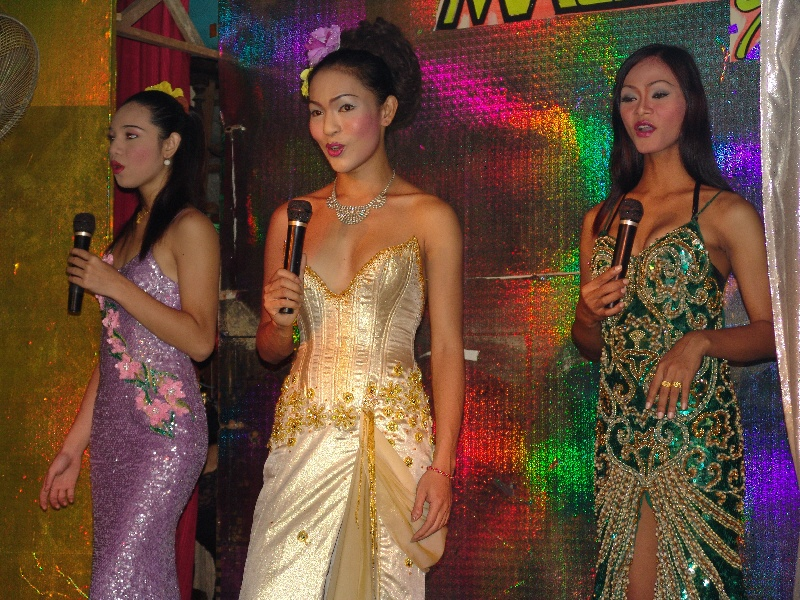
Kathoeys bei einer Bühnenveranstaltung

Das letzte Gesetz zum Verbot homosexueller Handlungen wurde 1956 außer Kraft gesetzt. Seit 2002 wird Homosexualität im Recht nicht mehr als psychisches Problem oder Krankheit angesehen.
Nach einer Klage von Samart Meecharoen, der seinen Job verloren hatte, bekommen Homosexuelle und Kathoeys auch beim Militär nicht mehr den Vermerk „Hat Geistesstörung“ in den Musterungsbescheid. Dies wurde im August 2005 beschlossen und war damit erstmals zur Musterung ab April 2006 wirksam. Vor allem weiblich agierenden Männern werden jedoch „Probleme mit der sexuellen Identität“ bescheinigt und sie sind (Stand 2007) vom Militärdienst ausgeschlossen. Davor jedoch wurden alle jungen Männer zum Militärdienst berufen, außer Homosexuelle und Transsexuelle, die wegen „psychischer Verwirrungen“ ausgeschlossen wurden.
Es gibt keine Gesetze gegen Homosexuelle, außer wenigen buddhistischen Regelungen, die offen Schwulen den Zugang zum Mönchstum verwehren.

## Antidiskriminierungsgesetze
In der 2007 durch Referendum angenommenen thailändischen Verfassung wird die sexuelle Identität geschützt.

## Anerkennung gleichgeschlechtlicher Lebenspartnerschaften und Ehe
Besonders die Nachricht von Elton Johns Hochzeit veranlasste viele Schwule die Regierung zu kritisieren, da bisher keine Öffnung der Ehe vorgesehen ist und weder Eingetragene Partnerschaften noch ein Uneingetragenes Zusammenleben von der Regierung offiziell anerkannt werden.
Ungeachtet dessen sind jedoch viele thailändische Schwule und Lesben in größeren Städten wie Bangkok oder westlich orientierten Gebieten wie Phuket und Pattaya in der Öffentlichkeit geoutet.
Am 29. Juni 2007 beschloss die verfassunggebende Versammlung, ein Diskriminierungsverbot aufgrund der sexuellen Orientierung in die neue Verfassung aufzunehmen, was bis Mitte Juni 2007 noch abgelehnt wurde. Ein Gesetzentwurf im August 2013 zur Einführung einer Eingetragenen Partnerschaft scheiterte, da am 2. Februar 2014 Parlamentsneuwahlen in Thailand stattfanden. Im Dezember 2018 wurde erneut ein Gesetzentwurf der Regierung zur Einführung eines Lebenspartnerschaftsinstitutes in das Parlament eingebracht und von der Regierung beschlossen. Es sieht eine teilweise rechtliche Gleichstellung mit der Ehe vor, allerdings z. B. nicht das Recht auf Adoption.
Im März 2024 wurde die Einführung der gleichgeschlechtliche Ehe vom Unterhaus beschlossen. Das Oberhaus stimmte dem Gesetz im Juni 2024 zu. Im September 2024 wurde das Gesetz vom König unterzeichnet. Das Gesetz trat im Januar 2025 in Kraft. Thailand ist damit das erste Land in Südostasien und das dritte Land in Asien insgesamt, welches die gleichgeschlechtliche Ehe gesetzlich verankert.

## Gesellschaftliche Situation

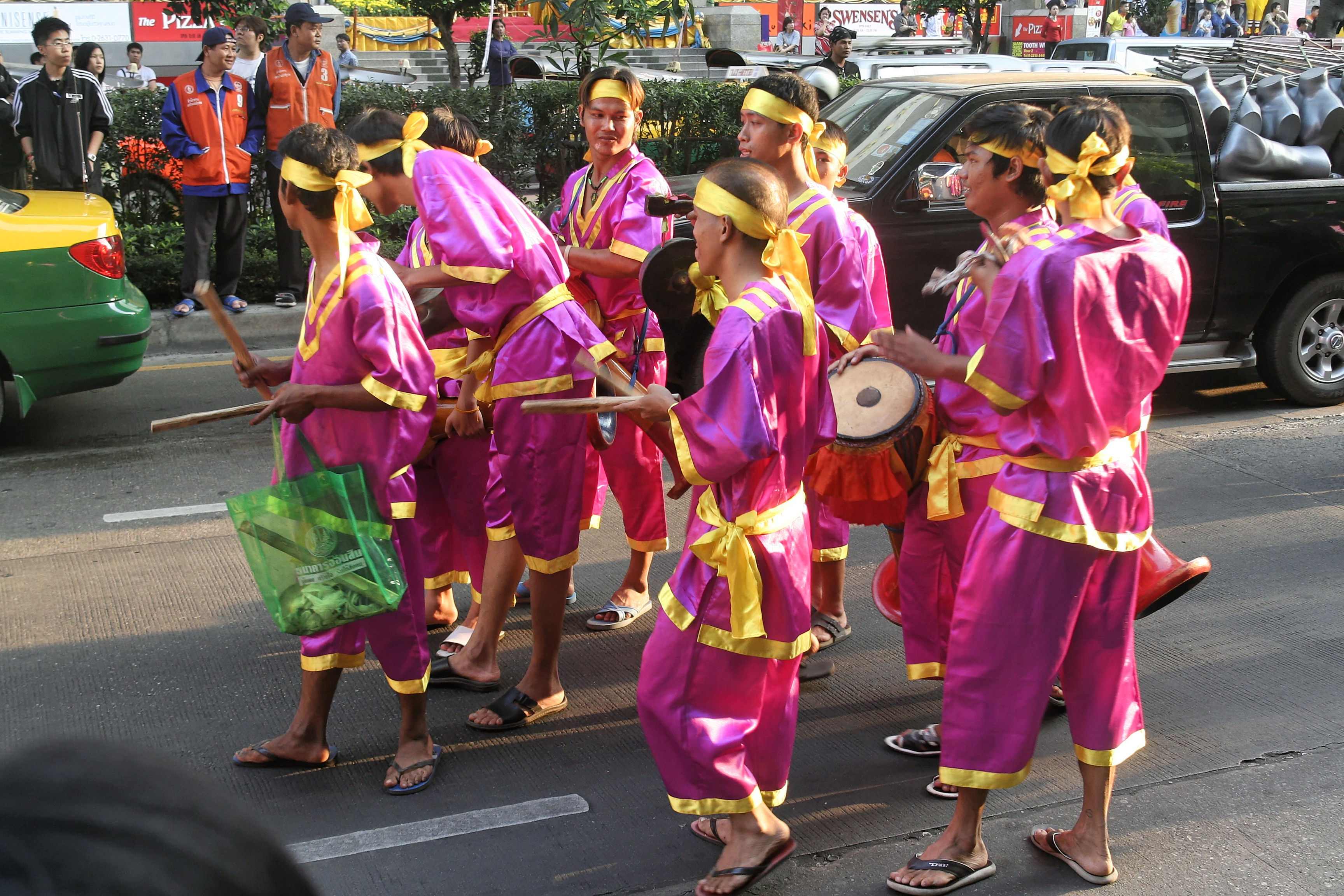
Gay-Pride-Parade in Bangkok 2006

Die thailändische Schwulencommunity ist eine der am stärksten sich offen-bekennenden der Welt, obwohl ein Coming-out im eigenen Familienkreis eher selten ist. Der familiäre Druck zu heiraten ist viel geringer als etwa in westlichen, indischen oder islamischen Familien.
In Thailand finden jährliche Gay Pride Paraden statt, etwa in Bangkok, Pattaya und Phuket. Das Gesundheitsministerium arbeitet mit den Schwulen-Verbänden zusammen, um Aufklärung und Prävention von AIDS zu stärken.
Schwule und Transvestiten sind stark in Filmen und Fernsehen (Seifenopern) vertreten. Selbst in Schulen existieren schwule oder transsexuelle Sport- und Cheerleaderverbände.
Seit dem Jahr 2002 etabliert sich auch die Lesbencommunity stärker, da erstmals größere Lesbenbars und Clubs in Bangkok eröffnet werden. Der Militärputsch von 2006 hat die LGBT-Community nicht beeinträchtigt.
Das Klima in den thailändischen Streitkräften ist für homosexuelle Soldaten oftmals schwierig. 2020 berichtete die Menschenrechtsorganisation Amnesty International von systematischen Übergriffen von Vorgesetzten insbesondere auf nicht heterosexuelle Rekruten.
In einer Umfrage aus dem Jahr 2023 sprachen sich 60 Prozent der Thailänder für die Möglichkeit der gleichgeschlechtlichen Ehe aus.